# Tokujiro Namikoshi
 (novembre 2018).
Tokujirō Namikoshi (浪越 徳治郎, Namikoshi Tokujirō, 3 novembre 1905 – † 25 septembre 2000) est un praticien de Shiatsu et le fondateur du Shiatsu Namikoshi.  

## Biographie
Il est né sur l'île de Shikoku, dans la Préfecture de Kagawa, au Japon. A l'âge de 7 ans, il déménage avec sa famille sur l'île de Hokkaido au nord du pays. Auparavant habituée à un climat méridional, sa mère commence à souffrir de rhumatisme articulaire. Afin de la soulager, il commence à développer sa technique de thérapie manuelle en utilisant des pressions. Il nomme sa méthode « Shiatsu »,.
En 1925, il ouvre son premier institut de Shiatsu à Hokkaido,.
En 1940, il fonde le Japan Shiatsu College à Tokyo,. 
Progressivement reconnue par un très large public, l’efficacité thérapeutique du shiatsu est consacrée par la reconnaissance légale du shiatsu au Japon en 1955, obtenu par Tokujirō Namikoshi et son fils Tōru Namikoshi Tōru Namikoshi (浪越 徹, Namikoshi Tōru). Le shiatsu bénéficie alors d'une grande notoriété grâce à des receveurs célèbres tels que Marilyn Monroe et Mohamed Ali.
En 1957, sous le nouveau nom d’École japonaise de shiatsu, l’établissement reçoit l’agrément officiel du ministère de la Santé. Rebaptisée École japonaise spécialisée de shiatsu depuis la reconnaissance officielle de la spécificité de son enseignement en 1981, c’est la seule école supérieure spécialisée au Japon qui forme exclusivement des thérapeutes shiatsu. Japan Shiatsu College est sa dénomination internationale.
Ses disciples pratiquent aussi bien au Japon qu'à travers le monde. Parmi les plus célèbres, certains ont même fondé leur propre style, tels que Tadashi Izawa fondateur du « Shiatsu des méridiens » (auteur du livre Anpukuzukai, Diagnostic et Traitement du ventre, applications en shiatsu) et Shizuto Masunaga fondateur du Shiatsu Masunaga ou « Zen Shiatsu ». On compte aussi Hiroshi Nozaki qui fonde la branche Hiron Shiatsu au sein d'une école holistique de Shiatsu en Suisse, en France et en Italie.
Namikoshi fonde aussi la Japan Shiatsu Association en 1947.
Il est mort à l'âge de 95 ans le 25 septembre 2000.

### Descendance
Tokujirō Namikoshi a eu plusieurs enfants.
Son fils ainé, Toru Namikoshi, né en 1931, participe aux travaux de son père. Une fois diplômé, il se rend aux États-Unis, où il reste sept ans et fait connaître le shiatsu. À son retour au Japon, il devient directeur assistant au Japan Shiatsu College. En avocat de la thérapie de shiatsu moderne, il se rend annuellement aux États-Unis, au Canada et en Europe pour tenir des séminaires et offrir ses conseils. Ainsi il contribue grandement à répandre ce système thérapeutique dans le monde.